# Lot 13 (Île-du-Prince-Édouard)
Lot 13 est un canton dans le comté de Prince, Île-du-Prince-Édouard, Canada. Il fait partie de la Paroisse Richmond.

## Population
- 732 (recensement de 2001)[1]
- 721 (recensement de 2006)[1]
- 725 (recensement de 2006)[2]

## Communautés
Incorporé :
- Tyne Valley.

Non-incorporé :
- Birch Hill ;
- Port Hill ;
- Springhill.